# 金日成廣播大學
金日成廣播大學（朝鲜语：／），是朝鮮民主主義人民共和國一所以電台廣播方式營運的遠程教育大學，主要聽眾是海外同胞。
1962年11月8日，平壤廣播電台開始廣播《金日成廣播大學講義》，2004年10月結束廣播，同年11月8日在中國以互聯網形式授課，2009年4月恢復廣播。

## 講座内容
- 偉大領袖金日成同志的抗日革命
- 不屈不撓的革命鬥士金亨稷[註 2]先生的生涯
- 朝鮮之母康盤石[註 3]女士之生涯
- 抗日女英雄金正淑[註 4]同志
- 偉大領袖金日成同志的著作
- 偉大領導者金正日同志的著作
- 金正日將軍的先軍政治
- 朝鮮勞動黨的統一祖國政策
- 主體思想特講

## 講學形式
- 修業年限為一年，經過規定手續得到課程認證。
- 毎日廣播一節，一節30分鐘，會在每章各節講義完結後重覆一次，講義内容不定期改新，不另行通告。
- 在互聯網形式授課下，除利用語音也通過使用圖像方便學生，逢星期日、金日成和金正日生日休講。

## 韓國當局之對應
大韓民國政府認為是敵對廣播，一般以電波干擾處理。

## 外部鏈接
- 金日成广播大学 （页面存档备份，存于） 